# Journal of the Chemical Society
Journal of the Chemical Society (abrégé en J. Chem. Soc.) était une revue scientifique à comité de lecture qui a publié des articles de recherches originales dans tous les domaines de la chimie. Elle était publiée par la Chemical Society, qui deviendra en 1980 la Royal Society of Chemistry.

## Histoire
Au cours de son histoire, le journal a plusieurs fois changé de nom :
- Memoirs of the Chemical Society of London, 1841  (ISSN 0269-3119)[1]
- Memoirs and Proceedings of the Chemical Society of London, 1843-1848  (ISSN 0269-3127)[2]
- Quarterly Journal of the Chemical Society, 1849-1862  (ISSN 1743-6893)[3]
- Journal of the Chemical Society, 1862-1877[4]
- Journal of the Chemical Society, Transactions, 1878-1925  (ISSN 0368-1645)[5]
- Journal of the Chemical Society, 1926-1965[6]

En 1965, le journal est divisé en plusieurs entités dont les titres actuels sont :
- Chemical Communications
- Dalton Transactions
- Physical Chemistry Chemical Physics
- Organic & Biomolecular Chemistry.